# Mettingen
Mettingen là một đô thị ở huyện Steinfurt, trong Nordrhein-Westfalen, Đức.
Mettingen tọa lạc khoảng 25 km về phía đông của Rheine vàd 20 km về phía tây của Osnabrück.

## Các địa phương giáp ranh
Mettingen giáp với Recke về phía tây, Neuenkirchen, (Lower Saxony) về phía bắc, Ibbenbüren về phía nam và Westerkappeln về phía đông.